# Jaspar Friedrich von Bülow
Jaspar Friedrich von Bülow, auch: Jaspar von Bülow, Jasper (* 17. April 1794 in Bützow; † 5. Februar 1871 in Schwerin) war ein deutscher Hofbeamter und Oberhofmarschall von Mecklenburg-Schwerin.

## Leben
Jaspar Friedrich von Bülow stammte aus dem Haus Goldenbow des mecklenburgischen Adelsgeschlechts Bülow und war ein Sohn des Hauptmanns Jaspar Friedrich von Bülow (1769–1838) und dessen erster Frau Elisabeth, geb. von Schilden. Er nahm als freiwilliger Jäger an den Befreiungskriegen von 1813/14 teil und wurde danach zunächst Jagdjunker in mecklenburg-schwerinschen Diensten. Mit dem Charakter eines Oberforstmeisters trat er in den Hofstaat des Erbgroßherzogs Paul Friedrich und wurde später nach dessen Regierungsantritt 1837 dessen Hausmarschall. 1843 folgte er dem verstorbenen Hofmarschall von Levetzow in dessen Stellung. Er blieb Chef der großherzoglichen Hofhaltung bis 1863, seit 1858 als Oberhofmarschall. 1863 wurde er Oberhofmeister. Nach dem Tod der Großherzogin Anna 1865 trat er in den Ruhestand.
Nach dem Tod des Bruders seiner Mutter, des preußischen Oberhofmeisters Friedrich von Schilden (1773–1851), Besitzers der Güter Goldenbow, Friedrichshof, Albertinenhof und Gosau, überließ ihm dessen Bruder und Erbe, Herr von Schilden auf Rodenwalde und Marsow, schon zu seinen Lebzeiten die genannten und mit dem eigenen Besitz zu einem Familienfideikommiss vereinigten Güter, die nach dem Gesetz der männlichen Primogenitur weitervererbt werden sollten. 
Jaspar von Bülow galt als freimütiger und treuer Ratgeber des Fürsten. Lange Jahre hindurch fungierte er als zweiter großherzoglicher Kommissar auf den mecklenburgischen Landtagen.
Seit 1824 war er mit Henriette, geb. von Jasmund verheiratet, die vor der Heirat Hofdame der Erbgroßherzogin Alexandrine gewesen war. Jaspar von Bülow und Alexander von Bülow waren ihre Söhne. Seine Tochter Ina (* 12. Januar 1827; † 5. Oktober 1900) heiratete den Grafen Carl von Bassewitz-Leventzow (* 16. Februar 1821; † 5. Mai 1873), der Graf Carl von Bassewitz-Levetzow war sein Enkel.